# Modelagem de software
Modelagem de software é a atividade de construir modelos que expliquem as características ou o comportamento de um software ou de um sistema de software. Na construção do software os modelos podem ser usados na identificação das características e funcionalidades que o software deverá prover (análise de requisitos), e no planejamento de sua construção
.
Frequentemente a modelagem de software usa algum tipo de notação gráfica e são apoiados pelo uso de Ferramentas CASE.
A modelagem de software normalmente implica a construção de modelos gráficos que simbolizam os artefatos dos componentes de software utilizados e os seus inter-relacionamentos. Uma forma comum de modelagem de programas procedurais (não orientados a objeto) é através de fluxogramas, enquanto que a modelagem de programas orientados a objeto normalmente usam a linguagem gráfica UML.
Para a modelagem de processos de negócios (BPM) existe uma ferramenta específica denominada BPMN (Business Process Modeling Notation).
Modelagem também é a arte de criar moldes tanto em fundição (neste caso os de areia) como em calçados e em confecção de peças para o vestuario. No caso desta última, este é obtido por uma das três técnicas básicas: moulage, modelagem geométrica ou simples cópia.